# Thomas Bénatouïl
Thomas Bénatouïl (* 1972) ist ein französischer Philosophiehistoriker.
Bénatouïl studierte von 1992 bis 1999 an der École normale supérieure (rue d’Ulm). 1993 erwarb er die Licence in Philosophie an der Universität Paris IV und in Anglistik (Universität Paris III), 1994 die Maîtrise in Philosophie an der Universität Paris IV. 1995 bestand er die Agrégation in Philosophie. 1996 erwarb er ein Diplôme d’études approfondies in Soziologie an der École des hautes études en sciences sociales, 1997 ein DEA in Philosophie an der Université Paris X Nanterre. 1997 bis 1998 war er Gasthörer (Procter Fellow) an der Princeton University. Von 1998 bis 2002 arbeitete er an einer Dissertation mit dem Titel La Pratique du stoïcisme : recherche sur la notion d’usage (khrésis) de Zénon à Marc Aurèle bei Carlos Lévy an der Université Paris XII-Val de Marne.
Von 2003 bis 2013 war er Maître de conférences in Philosophie an der Universität Nancy II. 2012 erwarb er die Habilitation à diriger des recherches mit einer Schrift Ars quaedam philosophiae : une histoire pratique de la connaissance dans les écoles philosophiques antiques (sagesse, sciences, theôria) ebenfalls bei Carlos Lévy. Seit 2013 lehrt er als Professor im Département de philosophie der Faculté des Humanités der Universität Lille III Philosophie der Antike.
Seine Forschungsschwerpunkte sind der Stoizismus, der Skeptizismus, der Epikureismus sowie Platon und die Akademie (von Speusippos bis Cicero) und die zeitgenössische französische Philosophie.
Seit 2015 ist er Mitherausgeber der Zeitschrift Philosophie antique.

## Schriften (Auswahl)
- La science des hommes libres : La digression du Théétète de Platon. Vrin, Paris 2024.
- mit Jed Atkins (Hrsg.): The Cambridge Companion to Cicero’s Philosophy. Cambridge University Press, Cambridge 2021.
- mit Katerina Ierodiakonou (Hrsg.): Dialectic after Plato and Aristotle. Proceedings of the XIIIth Symposium Hellenisticum. Symposium Hellenisticum, July 2013, Pont-à-Mousson, France. Cambridge University Press, Cambridge 2018.
- mit Emanuele Maffi, Franco Trabattoni (Hrsg.): Plato, Aristotle or both? Dialogues between Platonism and Aristotelianism in Antiquity. Olms, Hildesheim/Zürich/New York 2011.
- Les Stoïciens III : Musonius, Épictète et Marc Aurèle. Les Belles Lettres, Paris 2009.
- Faire usage : la pratique du stoïcisme. Vrin, Paris 2006.
- Le Scepticisme. Flammarion, Paris 1997.